# ラスティ・ネイル
ラスティ・ネイル（英: Rusty Nail、英: Rusty Nail cocktail）とは、スコッチ・ウイスキーとドランブイを使ったカクテルである。日本語ではラスティ・ネールと表記することもある。

## 由来
色合いが錆びた（rusty）釘（nail）のように赤茶色なため、という説と、イギリスの俗語で「古めかしい物」という意味から来ているという説の2通りがあるが、誕生したのはそれほど古くはなく、第二次世界大戦後に考案されたカクテルである。1950年代にニューヨークの21クラブで誕生したという説もある。
アーサー・ヘイリーのベストセラー小説『ホテル』にラスティ・ネイルが登場している。

## レシピの例
国際バーテンダー協会のレシピを以下に記す。
材料
- スコッチ・ウイスキー - 45ml
- ドランブイ - 25ml

作り方
1. オールド・ファッションド・グラス（ロックグラス）に材料を入れる。
2. グラスを氷で満たし、ゆっくり混ぜる。
3. レモンのゼストを飾る。

## バリエーション
ミスティ・ネイル
スコッチ・ウイスキーをアイリッシュ・ウイスキーに、ドランブイをアイリッシュ・ミストに変える。
セント・アンドリュース
ラスティ・ネイルにオレンジジュースを加える。
スコッチ・キルト
ラスティ・ネイルにオレンジ・ビターズを加え、カクテルグラスに注ぐ。
ホット・ラスティ・ネイル
ラスティ・ネイルにお湯を加えて、ホットカクテルにする。好みでシナモンスティックを飾る。